# Geovani Silva
Geovani Faria da Silva, meglio noto come Geovani Silva o semplicemente Geovani (Vitória, 6 aprile 1964), è un ex calciatore brasiliano, di ruolo centrocampista.
Militò a lungo nel Vasco da Gama tra gli anni Ottanta e Novanta.

## Biografia
Dal 2006 soffre di polineuropatia.
Suo figlio Andrei, anche lui calciatore, ha giocato nelle giovanili del Vasco da Gama con Rodrigo Dinamite, figlio di Roberto Dinamite, e con Romarinho, figlio di Romário.

## Carriera

### Club
Geovani iniziò a giocare a 16 anni nelle giovanili di una squadra dello Stato di Espírito Santo, la Desportiva.
Nel 1983 venne acquistato dal Vasco da Gama dove giocò in attacco con Romário e Roberto Dinamite.
Nel 1989 venne a giocare in Italia nel Bologna, che lo acquistò per 9 miliardi di lire, dove rimase per una stagione segnando due gol; deluse le aspettative, così nel 1990 si trasferì in Germania nella squadra del Karlsruher SC; nel 1992 ritornò al Vasco da Gama con il quale vinse alcuni campionati statali brasiliani. Nel 1993 provò l'avventura calcistica messicana nella squadra del Tigres.
Chiuse la carriera calcistica nel 2002 dopo qualche parentesi in piccole squadre brasiliane.

### Nazionale
Con la nazionale brasiliana ha giocato 23 partite tra il 1983 e il 1991. Ha anche partecipato alle Olimpiadi di Seoul, nel 1988, dove conquistò con la squadra la medaglia d'argento.
Qualche anno prima invece, nel 1983, vinse con l'under 20 brasiliana il Campionato mondiale di calcio Under-20, segnando il gol vittoria nella finale vinta 1 a 0 contro la nazionale argentina. Nel 1989 vinse la Coppa America, segnando un gol nel torneo.

## Palmarès

### Club
- Campionato Capixaba: 4

Desportiva: 1981
Linhares Futebol Clube: 1998
Serra Futebol Clube: 1999
Desportiva: 2000
- Campionato Carioca: 4

Vasco da Gama: 1987, 1988, 1992, 1993
- Taça Guanabara: 3

Vasco da Gama: 1986, 1987, 1992
- Taça Rio: 3

Vasco da Gama: 1988, 1992, 1993

### Nazionale
- Campionato mondiale Under-20: 1

Messico 1983
- Argento olimpico: 1

Seul 1988
- Copa América: 1

Brasile 1989

### Individuale
- Scarpa d'oro del campionato del mondo Under-20: 1

Messico 1983 (6 gol)
- Pallone d'oro del campionato del mondo Under-20 : 1

Messico 1983

## Statistiche

### Cronologia presenze e reti in nazionale
| Cronologia completa delle presenze e delle reti in nazionale ― Brasile | Cronologia completa delle presenze e delle reti in nazionale ― Brasile | Cronologia completa delle presenze e delle reti in nazionale ― Brasile | Cronologia completa delle presenze e delle reti in nazionale ― Brasile | Cronologia completa delle presenze e delle reti in nazionale ― Brasile | Cronologia completa delle presenze e delle reti in nazionale ― Brasile | Cronologia completa delle presenze e delle reti in nazionale ― Brasile | Cronologia completa delle presenze e delle reti in nazionale ― Brasile |
| Data                                                                   | Città                                                                  | In casa                                                                | Risultato                                                              | Ospiti                                                                 | Competizione                                                           | Reti                                                                   | Note                                                                   |
| ---------------------------------------------------------------------- | ---------------------------------------------------------------------- | ---------------------------------------------------------------------- | ---------------------------------------------------------------------- | ---------------------------------------------------------------------- | ---------------------------------------------------------------------- | ---------------------------------------------------------------------- | ---------------------------------------------------------------------- |
| 2-5-1985                                                               | Recife                                                                 | Brasile                                                                | 2 – 0                                                                  | Uruguay                                                                | Amichevole                                                             | -                                                                      | 46’                                                                    |
| 15-5-1985                                                              | Bogotà                                                                 | Colombia                                                               | 1 – 0                                                                  | Brasile                                                                | Amichevole                                                             | -                                                                      |                                                                        |
| 21-5-1985                                                              | Santiago del Cile                                                      | Cile                                                                   | 2 – 1                                                                  | Brasile                                                                | Amichevole                                                             | -                                                                      | 75’                                                                    |
| 7-7-1988                                                               | Melbourne                                                              | Australia                                                              | 0 – 1                                                                  | Brasile                                                                | Amichevole                                                             | -                                                                      |                                                                        |
| 10-7-1988                                                              | Melbourne                                                              | Brasile                                                                | 0 – 0                                                                  | Argentina                                                              | Amichevole                                                             | -                                                                      |                                                                        |
| 13-7-1988                                                              | Melbourne                                                              | Brasile                                                                | 4 – 1                                                                  | Arabia Saudita                                                         | Amichevole                                                             | 2                                                                      |                                                                        |
| 17-7-1988                                                              | Sydney                                                                 | Australia                                                              | 0 – 2                                                                  | Brasile                                                                | Amichevole                                                             | -                                                                      |                                                                        |
| 28-7-1988                                                              | Oslo                                                                   | Norvegia                                                               | 1 – 1                                                                  | Brasile                                                                | Amichevole                                                             | -                                                                      | 70’                                                                    |
| 3-8-1988                                                               | Vienna                                                                 | Austria                                                                | 0 – 2                                                                  | Brasile                                                                | Amichevole                                                             | -                                                                      | 78’                                                                    |
| 12-10-1988                                                             | Anversa                                                                | Belgio                                                                 | 1 – 2                                                                  | Brasile                                                                | Amichevole                                                             | 2                                                                      |                                                                        |
| 15-3-1989                                                              | Cuiabá                                                                 | Brasile                                                                | 1 – 0                                                                  | Ecuador                                                                | Amichevole                                                             | -                                                                      |                                                                        |
| 8-6-1989                                                               | Porto Alegre                                                           | Brasile                                                                | 4 – 0                                                                  | Portogallo                                                             | Amichevole                                                             | -                                                                      | 65’                                                                    |
| 16-6-1989                                                              | Copenaghen                                                             | Brasile                                                                | 1 – 2                                                                  | Svezia                                                                 | Amichevole                                                             | -                                                                      |                                                                        |
| 18-6-1989                                                              | Copenaghen                                                             | Danimarca                                                              | 4 – 0                                                                  | Brasile                                                                | Amichevole                                                             | -                                                                      |                                                                        |
| 21-6-1989                                                              | Basilea                                                                | Svizzera                                                               | 1 – 0                                                                  | Brasile                                                                | Amichevole                                                             | -                                                                      | 74’                                                                    |
| 1-7-1989                                                               | Salvador                                                               | Brasile                                                                | 3 – 1                                                                  | Venezuela                                                              | Coppa America 1989 - 1º turno                                          | 1                                                                      |                                                                        |
| 3-7-1989                                                               | Salvador                                                               | Brasile                                                                | 0 – 0                                                                  | Perù                                                                   | Coppa America 1989 - 1º turno                                          | -                                                                      |                                                                        |
| 7-7-1989                                                               | Salvador                                                               | Brasile                                                                | 0 – 0                                                                  | Colombia                                                               | Coppa America 1989 - 1º turno                                          | -                                                                      |                                                                        |
| 14-10-1989                                                             | Bologna                                                                | Italia                                                                 | 0 – 1                                                                  | Brasile                                                                | Amichevole                                                             | -                                                                      | 88’                                                                    |
| 14-11-1989                                                             | João Pessoa                                                            | Brasile                                                                | 0 – 0                                                                  | Jugoslavia                                                             | Amichevole                                                             | -                                                                      |                                                                        |
| 11-9-1991                                                              | Cardiff                                                                | Galles                                                                 | 1 – 0                                                                  | Brasile                                                                | Amichevole                                                             | -                                                                      | 72’                                                                    |
| Totale                                                                 |                                                                        | Presenze                                                               | 21                                                                     |                                                                        | Reti                                                                   | 5                                                                      |                                                                        |